# 2005 en science-fiction
| Années de la science-fiction : 2002 - 2003 - 2004 - 2005 - 2006 - 2007 - 2008    |
| Décennies de la science-fiction : 1970 - 1980 - 1990 - 2000 - 2010 - 2020 - 2030 |

L'année 2005 est marquée, en matière de science-fiction, par les événements suivants.

## Naissances et décès

### Décès
- 15 janvier : Walter Ernsting, écrivain allemand, mort à 84 ans.
- 11 février : Jack L. Chalker, écrivain américain, mort à 60 ans.
- 17 mars : Andre Norton, écrivain américaine, morte à 93 ans.
- 14 septembre : Vladimir Volkoff, écrivain français, mort à 72 ans.
- 20 septembre : Charles L. Harness, écrivain américain, mort à 89 ans.
- 4 novembre : Michael Coney, écrivain britannique, mort à 73 ans.
- 9 décembre : Robert Sheckley, écrivain américain, mort à 77 ans.
- 16 décembre : Kenneth Bulmer, écrivain britannique, mort à 84 ans.

## Événements
- Dernière publication du magazine Amazing Stories (le titre avait été créé en avril 1926).

## Prix

### Prix Hugo
- Roman : Jonathan Strange et Mr Norrell (Jonathan Strange & Mr Norrell) par Susanna Clarke
- Roman court : La Jungle de béton (The Concrete Jungle) par Charles Stross
- Nouvelle longue : Le Sac à main féerique (The Faery Handbag) par Kelly Link
- Nouvelle courte : Voyages avec mes chats (Travels with My Cats) par Mike Resnick
- Livre non-fictif ou apparenté : The Cambridge Companion to Science Fiction éds. Edward James et Farah Mendlesohn
- Film : Les Indestructibles écrit et réalisé par Brad Bird
- Série ou court-métrage : L'épisode 33 minutes de Battlestar Galactica écrit par Ronald D. Moore, réalisé par Michael Rymer
- Éditeur professionnel : Ellen Datlow
- Artiste professionnel : Jim Burns
- Magazine semi-professionnel : Ansible, réalisé par David Langford
- Magazine amateur : Plotka éds. Alison Scott, Steve Davies et Mike Scott
- Écrivain amateur : Dave Langford
- Artiste amateur : Sue Mason
- Meilleur site Web : SciFiction (www.scifi.com/scifiction) éd. Ellen Datlow
- Prix Campbell : Elizabeth Bear
- Prix spécial : David Pringle

### Prix Nebula
- Roman : Camouflage par Joe Haldeman
- Roman court : Magie pour débutants (Magic for Beginners) par Kelly Link
- Nouvelle longue : Le Sac à main féerique (The Faery Handbag) par Kelly Link
- Nouvelle courte : I Live with You par Carol Emshwiller
- Scénario : Serenity (Serenity) par Joss Whedon
- Prix Andre Norton : Valiant: A Modern Tale of Faerie, par Holly Black
- Grand maître : Anne McCaffrey
- Auteur émérite : William F. Nolan

### Prix Locus
- Roman de science-fiction : The Baroque Cycle: The Confusion; The System of the World par Neal Stephenson
- Roman de fantasy : Le Concile de fer (Iron Council) par China Miéville
- Roman pour jeunes adultes : Un chapeau de ciel (A Hat Full of Sky) par Terry Pratchett
- Premier roman : Jonathan Strange et Mr Norrell (Jonathan Strange & Mr Norrell) par Susanna Clarke
- Roman court : Golden City Far par Gene Wolfe
- Nouvelle longue : Le Sac à main féerique (The Faery Handbag) par Kelly Link et Compte-rendu de certains événements survenus à Londres (Reports of Certain Events in London) par China Miéville (ex æquo)
- Nouvelle courte : Les Épouses interdites des esclaves sans visages dans le manoir secret de la nuit du désir (Forbidden Brides of the Faceless Slaves in the Nameless House of the Night of Dread Desire) par Neil Gaiman
- Recueil de nouvelles : The John Varley Reader par John Varley
- Anthologie : The Year's Best Science Fiction: Twenty-First Annual Collection par Gardner Dozois, éd.
- Livre non-fictif : The Wave in the Mind par Ursula K. Le Guin
- Livre d'art : Spectrum 11: The Best in Contemporary Fantastic Art par Cathy Fenner et Arnie Fenner, éds.
- Éditeur : Ellen Datlow
- Magazine : The Magazine of Fantasy & Science Fiction
- Maison d'édition : Tor Books
- Artiste : Michael Whelan

### Prix British Science Fiction
- Roman : Air par Geoff Ryman
- Fiction courte : Magie pour débutants (Magic for Beginners) par Kelly Link

### Prix Arthur-C.-Clarke
- Lauréat : Le Concile de fer (Iron Council) par China Miéville

### Prix Sidewise
- Format long : Les Îles du Soleil (The Summer Isles) par Ian R. MacLeod
- Format court : Pericles the Tyrant par Lois Tilton (en)

### Prix E. E. Smith Memorial
- Lauréat : Tamora Pierce

### Prix Theodore-Sturgeon
- Lauréat : Sergeant Chip par Bradley Denton

### Prix Lambda Literary
- Fiction spéculative : The Ordinary par Jim Grimsley

### Prix Seiun
- Roman japonais : ARIEL par Yūichi Sasamoto

### Grand prix de l'Imaginaire
- Roman francophone : Transparences par Ayerdhal
- Nouvelle francophone : Serpentine par Mélanie Fazi

### Prix Kurd-Laßwitz
- Roman germanophone : Der Schwarm par Frank Schätzing

### Prix Curt-Siodmak
- Film de science-fiction : Les Indestructibles film d'animation américain de Brad Bird
- Série de science-fiction : Star Trek: Enterprise
- Production allemande de science-fiction : Traumschiff Surprise, comédie de Michael Bully Herbig

## Parutions littéraires

### Romans
- La Millième Nuit par Alastair Reynolds
- Spin par Robert Charles Wilson.

### Recueils de nouvelles et anthologies
- Le Monde, tous droits réservés par Claude Ecken.

### Bandes dessinées
- Mission Mars, 42e album de la série Les 4 As, écrit par Georges Chaulet et dessiné par Jacques Debruyne.

## Sorties audiovisuelles

### Films
- Æon Flux par Karyn Kusama.
- Robots par Chris Wedge et Carlos Saldanha.
- Capitaine Sky et le Monde de demain par Kerry Conran.
- Hinokio par Takahiko Akiyama.
- H2G2 : Le Guide du voyageur galactique par Garth Jennings.
- La Guerre des mondes par Steven Spielberg.
- La Guerre des mondes par Timothy Hines.
- La Guerre des mondes par David Michael Latt.
- Serenity par Joss Whedon.
- Star Wars, épisode III : La Revanche des Sith par George Lucas.
- The Island par Michael Bay.

### Téléfilms
- Alien Apocalypse par Josh Becker.
- Bats, l'invasion des chauves-souris par Eric Bross.
- Bloodsuckers par Matthew Hastings.
- Les Dents de sabre par George Trumbull Miller.
- L'Enfer de glace par Robert Lee.
- House of the Dead 2 par Michael Hurst.
- Komodo vs Cobra par Jim Wynorski.

### Séries
- Doctor Who, saison 1.
- Stargate Atlantis, saison 2
- Stargate SG-1, saison 9